# San Rafael Oriente
San Rafael Oriente é um município localizado no departamento de San Miguel, em El Salvador.